# Разумник Римский
Разу́мник (Сине́зий, Сине́сий, Сине́т, Синето́с; в славянской традиции принято калькировать его имя; др.-греч. Συνετὸς; лат. Synesius; III век) — чтец в Римской церкви, христианский мученик. Память совершается 12 декабря и 12 (25) декабря в Православной церкви, в Католической церкви память — 12 декабря.
Разумник родился в Риме и в юном возрасте был отдан своими родителями Римскому епископу для обучения святым книгам. Благодаря способностям и усердию был поставлен чтецом. Разумник многих людей научил вере в Христа, постоянно ругал язычество. О его поступках было доложено правителю. При императоре Аврелиане Разумника схватили, он был подвергнут пыткам, после чего был обезглавлен.
Мощи Разумника в 830 году были перенесены из Рима на остров в аббатство Рейхенау.